# Платаноревма
Платаноревма (грч. Πλατανόρρευμα) је насељено место у општини Сервија у периферији Западна Македонија, Грчка. Према попису из 2021. године било је 864 становника.
Насеље је 1913. године имало 144 житеља Грка. После Другог светског рата мештани села Мосхохори су пресељени у Платаноревму, тако је на попису из 1951. године село имало 1.161 становника. Село се раније звало Орта Кој.